# Dreams of Love
Dreams of Love (nypremiärtitel Kärleksdrömmar) är en svensk erotikfilm från 1985 i regi av Andrei Feher.
Filmen handlar om Gabriel Rivera som är tidernas störste Casanova. Han har haft sex med över 400 kvinnor, varit gift 48 gånger och förlovad med 137 stycken. Hans berättelse börjar med det trettonde giftermålet, det med Baby von Lion.
Dreams of Love producerades och fotades av Feher. Musiken komponerades av Emil Henco och filmen premiärvisades den 7 oktober 1985 på biograf Fenix i Stockholm.

## Rollista
- Gabriel Rivera – Gabriel Rivera
- Marilyn Lamour – Marilyn
- Gabriel Pontello – Caesar
- Marie Bergman	– Ulla
- Bebi Bess – hustru nr 13
- Ingrid Lindgren – Zita
- Denise Martin	– hustru nr 33
- Ronald Engström – excellensen
- Ingvar Lund – John
- Jeanne Zola – Barbi